# (13001) Woodney
(13001) Woodney (1981 VL) – planetoida z grupy pasa głównego asteroid okrążająca Słońce w ciągu 3,55 lat w średniej odległości 2,33 j.a. Odkryta 2 listopada 1981 roku.